# Grayson Perry
Grayson Perry (nacido en Chelmsford, Essex el 24 de marzo de 1960) es un artista plástico y ceramista británico. Además de su obra de pintor y de ceramista, Grayson Perry es conocido por sus apariciones en sus exposiciones bajo el nombre de Claire, su alter ego travesti, el cual se viste con fantasiosos vestidos de vivos colores.

## Biografía
Grayson Perry es un artista contemporáneo inglés, escritor y locutor, ceramista muy destacado por sus jarrones, así como por sus tapices y su travestismo; también ha sobresalido por sus observaciones de la escena artística contemporánea, y por diseccionar «prejuicios, modas y debilidades» británicas.
Las cerámicas de Perry, de formas clásicas, están cubiertas de motivos decorativos y narrativos. Su especificidad reside esencialmente en el tipo de temas que trata, tales como el abuso sexual, la muerte o el sadomasoquismo, los cuales se encuentran en ruptura con aquellos que se han asociado tradicionalmente a este arte. Su trabajo de ceramista ha sido reconocido con el premio Turner en 2003.
Perry ha realizado varios programas documentales para televisión y ha sido curador de diversas exposiciones. Ha publicado dos autobiografías, Grayson Perry: Portrait of the Artist as a Young Girl (Grayson Perry: Retrato del artista como una niña) de 2007 y The Descent of Man (El descenso del hombre) de 2016. También escribió e ilustró la novela Cycle of Violence (Ciclo de violencia) de 2012, escribió un libro sobre arte, Playing to the Gallery  (Playing to the Gallery) de 2014, a la vez que publicó sus Sketchbooks (Cuadernos de bocetos) ilustrados en 2016. Adicionalmente, se han publicado varios libros en los cuales se describe su trabajo. En 2013 para la BBC las Conferencias Reith.
Perry ha tenido exposiciones individuales en el Bonnefantenmuseum, Stedelijk Museum Amsterdam, el Barbican Centre, el British Museum y la Serpentine Gallery en Londres, el Arnolfini en Bristol, el Andy Warhol Museum de Pittsburgh, y el Museo de Arte Contemporáneo del siglo XXI, Kanazawa, Japón. Su trabajo se encuentra en colecciones permanentes del British Council and Arts Council, Crafts Council, Stedelijk Museum Amsterdam, Tate y Museo de Victoria y Alberto de Londres.
Grayson Perry enseña en la Universidad de East London.

## Travestismo

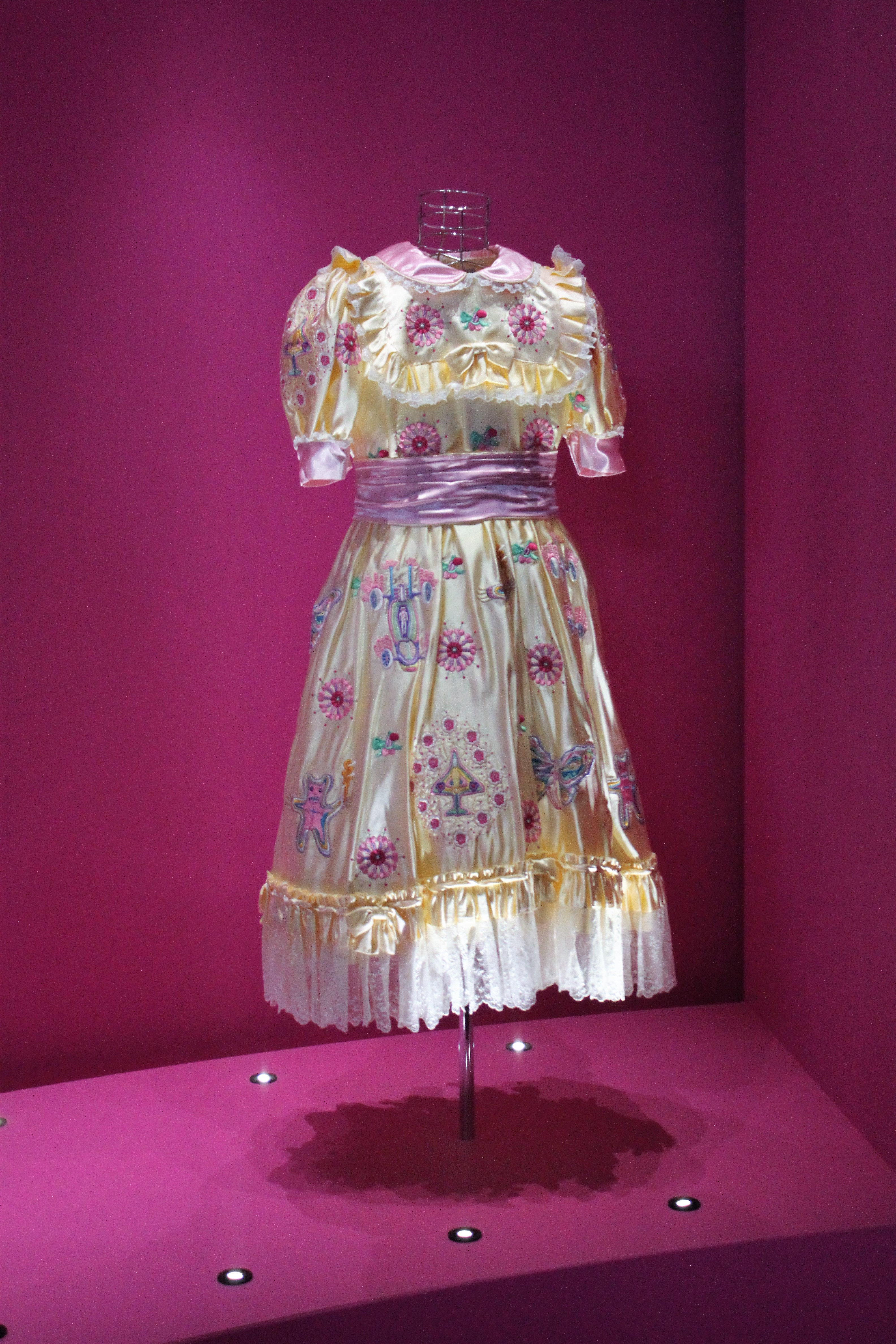
Vestido

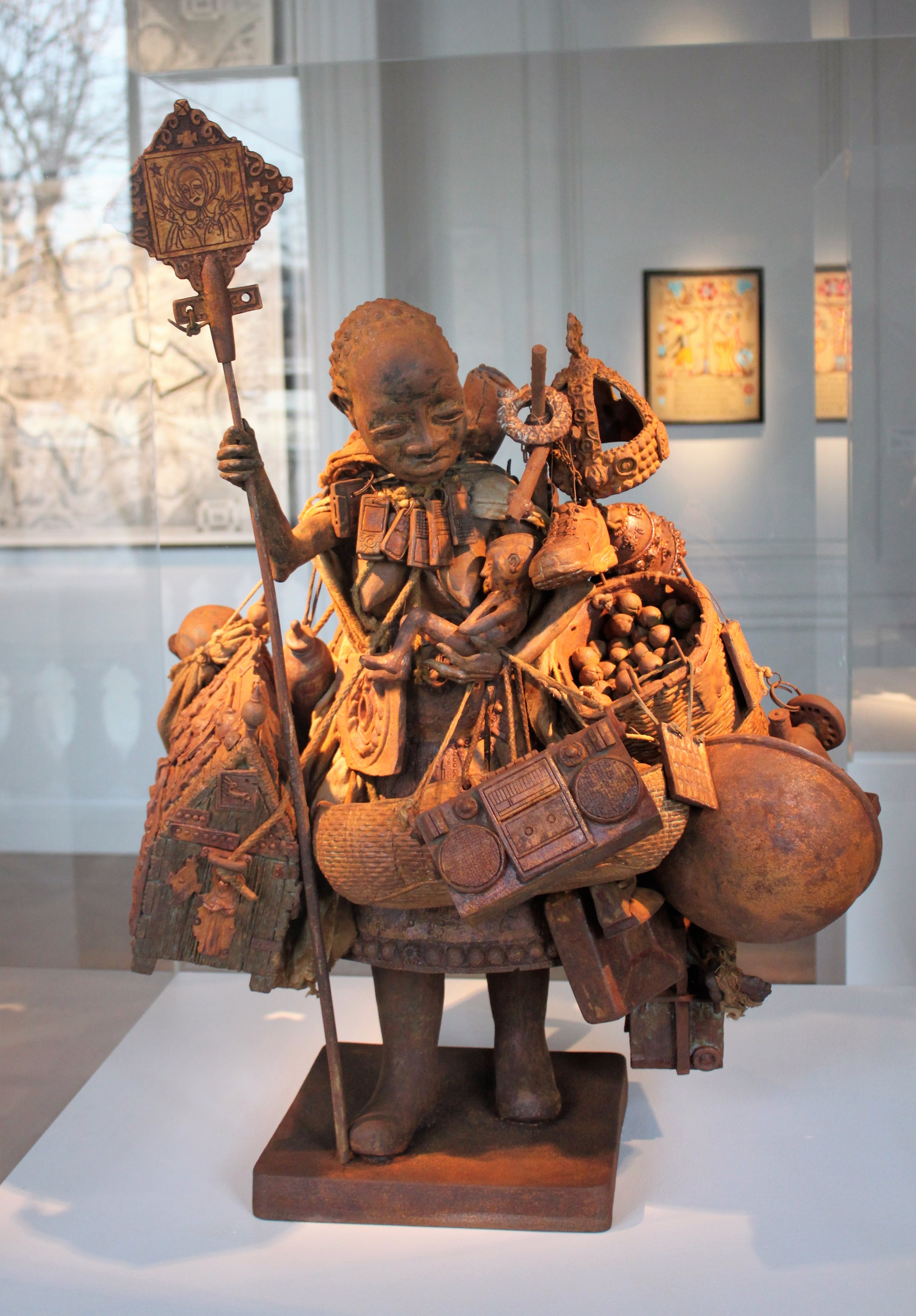
Escultura

Perry describe su primera experiencia sexual a la edad de siete años cuando se ató el pijama. Desde temprana edad le gustaba vestirse con ropa de mujer, y en su adolescencia se dio cuenta de que era un travesti. A los 15 años se mudó con la familia de su padre a Chelmsford, donde comenzó a salir vestido de mujer. Cuando fue descubierto por su padre, dijo que se detendría, pero su madrastra se lo contó a todos y unos meses más tarde lo echaron de su casa, razón por la cual debió regresar con su madre y su padrastro, en Great Bardfield.
Perry aparece con frecuencia en público travestido como «Claire», «una matriarca reformadora del siglo XIX, una manifestante de una protesta en el centro de Inglaterra por No More Art, una fabricante de aeromodelos, o una luchador por la libertad de Europa del este», y «una mujer de cuarenta y tantos años que vive en una casa de Barratt, el tipo de mujer que come comidas preparadas y que casi puede coser un botón». En su trabajo, Perry incluye fotos de sí mismo en ropa de mujer: por ejemplo, Mother of All Battles de 1996, donde aparece una fotografía de Claire con una pistola y un vestido, en estilo étnico de Europa del este, bordada con imágenes de guerra, exhibida en su espectáculo de 2002 de Guerrilla Tactics (tácticas de guerrilla). Un crítico ha llamado a Perry: «El crítico social del infierno».
Perry ha diseñado muchos de los atuendos de «Claire». Además, los estudiantes de moda del Central Saint Martins Art College en Londres participan en una competencia anual para diseñar nuevos vestidos para «Claire». Una exhibición, Making Hesself Claire: Grayson Perry's Dresses (Haciéndose Claire: los vestidos de Grayson Perry), se llevó a cabo en la Walker Art Gallery en Liverpool, entre noviembre de 2017 y febrero de 2018.

## Anexos